# Девушка-ястреб
Девушка-ястреб (англ. Hawkgirl), или же Орлица — имя нескольких вымышленных супергероинь, которые появляются в американских комиксах издательства DC Comics. С момента выхода оригинальной версии, впервые созданной писателем Гарднером Фоксом и художником Деннисом Невиллом и впервые появившейся во Flash Comics #1 (январь 1940), персонаж часто изображается как представитель линии бессмертных воинов, связанных с Человеком-ястребом, перерождённая и происходящая из разных слоёв общества, использующая архаичные формы оружия и чьи способности неразрывно связаны с вымышленным N-металлом (часто в форме крыльев), а их имена иногда фонетически идентичны. Также известно, что все Девушки-ястребы являются реинкарнациями древней египтянки, известной как Чай-Ара, и ангела, известного как Шрра, что было сделано каноном после DC Rebirth.
Оригинальная Девушка-ястреб, Шира Холл (дев. Сандерс), считается одной из самых ранних супергероинь DC Comics и является основным любовным интересом версии Человека-ястреба Картера Холла. Эта версия существовала во времена Золотого века, сражалась с противниками во время Второй мировой войны и была членом Звёздной эскадрильи и Общества Справедливости Америки, прежде чем выйти замуж за Картера (своего перерождённого возлюбленного) и даже родила им сына, Гектора Холла. Вторая Девушка-ястреб, Шаира Хол (дев. Тол), была создана писателем Гарднером Фоксом и художником Джо Кьюбертом и впервые появилась в The Brave and the Bold #34 (март 1961). Эта версия действовала во время Серебряного века и была инопланетным (тангарским) сотрудником правоохранительных органов, прошедшей обучение у Катара Хола, с которым она сначала не ладила, но позже испытала романтические чувства, как это было когда-то в её предыдущих жизнях. Позже пара отправилась на Землю, где они стали супергероями, а также изучили земные методы борьбы с преступностью и взяли себе похожие профессии, а именно археологию, но в качестве прикрытия. Позже Шаира взяла прозвище «Женщина-ястреб».
Третья Девушка-ястреб, Кендра Сондерс, является нынешним и современным воплощением. Хотя её происхождение немного отличается в разных хронологиях, в настоящее время она изображается как латиноамериканская реинкарнация, которая часто стремится дистанцироваться от предыдущей реинкарнации, более неохотно относится к своей романтической связи с Человеком-ястребом и в результате ищет других партнёров. Как и предыдущие версии, она также является супергероиней, известной своей свирепостью в бою.
Девушка-ястреб была адаптирована в различных проектах, включая мультфильмы, видеоигры, а также игровые и анимацонные телесериалы, где она выступает в качестве главного или повторяющегося персонажа, как например «Лига справедливости», «Лига справедливости: Без границ», «Флэш», «Стрела», «Юная Лига Справедливости», «DC девчонки-супергерои» и «Легенды завтрашнего дня». 
В частности, Сиара Рене сыграла Сондерс во франшизе «Вселенная „Стрелы“», а Изабела Мерсед сыграла её в фильме Вселенной DC «Супермен» (2025). Однако некоторые версии также являются составными версиями друг друга и в них присутствуют различные аспекты характеризации, которые ранее не были представлены в комиксах.

## История публикации

### Золотой век
Шира Сандерс была создана писателем Гарднером Фоксом и художником Деннисом Невиллом, и она впервые появилась в Flash Comics #1 (январь 1940), в том же 12-страничном рассказе, где Фокс и Невилл впервые представили Человека-ястреба. Шира впервые появляется в качестве Девушки-ястреб в Шира впервые появляется в роли Девушки-ястреба в All Star Comics #5  (июль 1941) в костюме, созданном Шелдоном Молдоффом на основе костюма Человека-ястреба Невилла.

### Серебряный век
В конце 1940-х годов, когда популярность супергероев пошла на убыль, появление Человека-ястреба завершилось в последнем выпуске Flash Comics в 1949 году. В 1956 году DC Comics возродили Флэша, придав персонажу новую личность и предысторию. После успеха нового Флэша, DC Comics переработали Человека-ястреба аналогичным образом с выпуском The Brave and the Bold #34 в 1961 году. Версии Человека-ястреба и Девушки-ястреб из Серебряного века стали женатыми офицерами танагарской полиции с планеты Танагар, которые прибыли на Землю изучать полицейскую технику. Девушка-ястреб Серебряного века представлена как Шаира Хол (фонетически идентичная Шире Холл), которая появляется в костюме на момент своего первого появления. Хотя Человек-ястреб Серебряного века присоединился к Лиге справедливости в Justice League of America #31 в 1964 году, Девушке-ястреб Серебряного века не было предложено членство, потому что правила Лиги справедливости допускали одновременный приём только одного нового члена. В 1981 году Девушка-ястреб Серебряного века сменила своё имя на Женщину-ястреб в дополнительном разделе про Человека-ястреба в World's Finest Comics #274.
С установлением системы мультивселенной DC, Девушка-ястреб Золотого века, как говорили, жила на Земле-Два, а Девушка-ястреб Серебряного века — на Земле-Один.

## Биография персонажей

### Кендра Сондерс
Кендра Сондерс была молодой латиноамериканкой, которая покончила с собой. Когда душа Кендры покинула её тело, в него вошла душа двоюродной сестры её деда Ширы Холл, Девушки-ястреба Золотого века, что сделало Кендру носителем души Ширы. Её дедушка, бывший агент УСС и искатель приключений Спид Сондерс, признал это, отчасти из-за изменения цвета глаз, и поощрял свою внучку принять своё предназначение в качестве «новой» Девушки-ястреба.

## Силы и способности
Несмотря на то, что у каждой версии Девушки-ястреб отличаются происхождение и способности, все они обладают схожими атрибутами; из-за бессмертной жизни персонажа и опыта, полученного в ходи его цикла реинкарнаций, все версии Девушки-ястреб считаются тактиками гениального уровня и владеют различными боевыми стилями и оружием архаичного дизайна.
Все они, как правило, имеют сбрую, ботинки и пояс из N-металла; это придаёт им повышенный уровень выносливости, силы и полёта. В одном случае с Кендрой были продемонстрированы улучшенные показатели исцеления, силы, зрения и ограниченные возможности парения, когда она не носила N-металл, и было высказано предположение, что это было связано с тем, что она долго подвергалась воздействию этого вещества. N-металл также регулирует температуру тела пользователя, предотвращая необходимость в тяжелой защитной одежде при нахождении на большой высоте. Он также обладает свойством излучать тепло, которым можно управлять, чтобы согреть владельца в более холодном климате.

## Другие версии

### Версии из альтернативных вселенных
- В альтернативной линии времени события Flashpoint Девушка-ястреб присоединилась к Яростным девам Амазонок.[10] Позже Девушка-ястреб помогает Артемиде в её попытке убить члена движения Сопротивления Лоис Лейн.[11] Хотя Лоис спасает член Сопротивления Пенни Блэк, используя дымовые шашки, Пенни серьёзно ранена. Позже, когда Девы атакуют Мошенника и Сопротивление, Девушка-ястреб прижимает Мошенника к земле, но он оттаскивает Девушку-ястреб вниз, а затем вонзает ей в грудь окопный нож.[12]

- В хронологии DC Bombshells, действие которой разворачивается во время Второй мировой войны, Шира — технический гений и археолог, которая помогает Бомбам вместе со своей возлюбленной Лисицей. Как Девушка-ястреб, она использует реактивный ранец, а не крылья, хотя, когда Гепарда заставляет её создавать оружие на основе древних технологий, она создает оружие с крыльями, а также мощную булаву. Шира выросла в сиротском приюте в Мексике. С юных лет она питала страсть к истории и древним культурам, а также к великолепным сооружениям, которые они возводили. Она стала археологом, и её работы привлекли внимание Ханса Гарбера. Он рассказал ей об Амулетах Замбези и о силе, которой они обладают. Заинтригованная Шира отправилась на Замбези, чтобы попытаться раскрыть секрет амулетов. Там она встретила королеву Замбези Мари, и они влюбились друг в друга. Шира осталась на Замбези с Мари и стала её личным механиком, создавая приспособления, помогающие Мари бороться с врагами. Девушка-ястреб обнаружила своё истинное танагарское происхождение, сражаясь против баронессы Паулы фон Гюнтер. После того, как Шира связала себя с древним богом механики, ей открылось, что её родители были членами Крылатых стражей Танагара, они пытались предупредить людей о намерениях Танагара, который хотел завоевать Землю; из-за их действий они были схвачены и убиты.[13]

- Шаира и Катар фигурируют в трехсерийнике Legend of the Hawkman (2000) из Elseworlds. Действие истории происходит в хронологии Земли-1, спустя некоторое время после The Brave and the Bold #34. Показано, что она хочет вернуться домой на Танагар, в то время как Катар привык к жизни на Земле. Хотя эта минисерия никогда не была обозначена как проект Elseworlds, когда она была первоначально опубликована, сейчас она считается таковой, поскольку эта история явно основана на версиях Человека-ястреба и Девушки-ястреб Серебряного века в эпоху, предшествовавшую Кризису на Бесконечных Землях.

- Девушка-ястреб (Шаира Хол) и Человек-ястреб появляются в этой минисерии вскоре после их прибытия на Землю, когда дуэт сталкивается с древней угрозой, связанной с их танагарским наследием. В первой главе, «The Fallen One», Шаира с нетерпением ждёт возвращения на Танагар, но Катар чувствует ответственность перед музеем, особенно перед предстоящей выставкой внеземных сокровищ. В то время как Катар считает Землю своим домом, Шаира не чувствует, что им здесь место. В Тибете группа археологов обнаруживает танагарские врата, высеченные в скале, и получив об этом известия, Девушка-ястреб и Человек-ястреб отправляются на это место.[14] Человек-ястреб расшифровывает надпись на воротах, и она описывает жизнь Тасаро, танагарского ребёнка, настолько злобного, что он угрожал существованию древних богов Танагара. Древние боги Небесной обители заключили Тасаро в мистическую урну. Предку Шаиры было поручено похоронить урну, чтобы никто не смог освободить Тасаро. Археологи и Катар хотят осмотреть врата, но Шаира настаивает, чтобы врата оставили в покое. Человек-ястреб и Шаира ссорятся, пока Шаира не улетает с разбитым сердцем, потому что Катара больше волнует археология, чем её чувства. Отпечатки пальцев Катара открывают врата. Шаира слышит взрыв и возвращается на место раскопок. Появляется Тасаро и оживляет каменных часовых по всей своей комнате. Часовые нападают на Девушку-ястреб, но ей удаётся победить его стражей, и она находит Катара в руках Тасаро. Затем Тасаро призывает трупы, похожие на когти, которые вырастают из земли и утаскивают Девушку-ястреб в пещеру под покоями Тасаро. Когти калечат Девушку-ястреб, но ей удаётся вырваться. Страдания Шаиры в пещере пробуждают дух её предка. Предок Шаиры направляет свою ауру в Шаиру и даёт ей преимущество, необходимое для того, чтобы обезвредить Тасаро. Тасаро снова помещён в урну. Затем урну перевозят в городской музей Мидуэй-Сити, чтобы Катар и Шаира могли сохранить её.[15] Три месяца спустя Шаира хочет завести семью, а тем временем фанатики-танагарцы возвращаются на Землю, чтобы освободить отвратительного падшего бога. Возвращение Тасаро приносит хаос и опустошение в Мидуэй-Сити, но, используя своё оружие из N-металла, Девушка-ястреб и Человек-ястреб смогли обезвредить его, отправив в огненные глубины Земного ада.[16]

- В JLA: The Nail и JLA: Another Nail Девушка-ястреб является членом Лиги справедливости и остаётся таковой даже после смерти своего мужа от руки Амазо, хотя команда сталкивается с предубеждениями и подозрениями в отношении инопланетян. Она ненадолго задумывается о том, чтобы покинуть Землю, когда анти-инопланетная пропаганда приводит к тому, что музейная экспозиция, посвящённая Человеку-ястребу, подвергается вандализму, но когда она возвращается, чтобы спасти двух детей из горящего здания, её вера в человечество восстанавливается, когда группа гражданских лиц встаёт между ней и правительственными чиновниками, пытающимися арестовать её как инопланетянку, причём семья, которую она спасла, утверждает, что они по-прежнему считают Человека-ястреба и её героями. В Another Nail она, по-видимому, является близкой подругой Затанны. Она простила Оливера Куина (в теле Амазо) после того, как он признался, что чувствует ответственность за убийство Катара, при этом Куин считает, что его попытки проявить себя заставили Человека-ястреба подвергнуть себя опасности, чтобы защитить более уязвимого Оливера. Её роль в качестве единственного Ястреба, имеющего членство в Лиге, очень похожа на роль её анимационного варианта в мультсериале «Лига справедливости».

- В Batman: The Dark Knight Strikes Again Ястребы пытались вернуться на Танагар, спасаясь от военной диктатуры Лекса Лютора, но потерпели крушение в тропических лесах Коста-Рики. Они решили продолжать скрываться. Они родили сына и дочь, из-за чего у них появились естественные крылья. Катар и Шаира были убиты в результате военного удара по приказу Лекса Лютора, обнимая друг друга в последние минуты жизни. С тех пор дети росли в джунглях. Они были одержимы идеей отомстить Лексу.[17] Как Мальчик-ястреб, сын в конечном счёте убивает Лекса с разрешения Бэтмена, поскольку понимает, через что ему пришлось пройти.

- В комиксах Алекса Росса Justice, сделанных в духе Серебряного века, Девушка-ястреб является членом Лиги справедливости и содиректором музея Мидуэй-Сити вместе со своим мужем. Имея в своём распоряжении все секреты и слабые места ЛСА, Легион Погибели организует одновременную атаку почти на каждого члена Лиги. Девушка-ястреб и Человек-ястреб были застигнуты врасплох Игрушечником в музее Мидуэй-Сити, но им удалось выжить, и они решили исследовать его склад, где на них напали его силы, и они обнаружили, что он создаёт множество андроидов Брейниака. Она также появляется в Secret Origins и Liberty and Justice.

- Версия Девушки-ястреб Кендры Сондерс фигурирует в серии Gotham City Garage series. Она самая молодая участница очень старой команды. Выясняется, что родители Кендры погибли во время инопланетного вторжения, позже её спасли Чёрные ястребы и с юных лет обучалась у Капитана Блэкхока. Она носит костюм Леди Чёрный ястреб и использует псевдонимом Кендра Блэкхок. Она уходит из Чёрных ястребов, чтобы помочь Гаражу Готэм-Сити противостоять атакам Лекса Лютора.[18]

- Девушка-ястреб была выбрана для одной из семи главных ролей в односерийном комиксе. Она живёт в Чикаго и работает полицейским детективом. Она из Танагара, её булава вибрирует, как смартфон, когда рядом оказывается танагарское оружие из N-металла, и у неё есть тайная кладовая для Ястребов. Выясняется, что она покинула Танагар не на хорошей ноте. После того, как она некоторое время собирала танагарское оружие с мест преступлений, она начала подозревать неладное. Это привело к тому, что она сражалась с древним танагарцем, который хотел её смерти, так как она выбрала людей вместо танагарцев. Эрика Шульц сказала, что её вдохновила версия персонажа из Анимационной вселенной DC: «Меня всегда привлекали сильные персонажи, но что действительно укрепило мою любовь к Шаире, так это мультсериал „Лига справедливости“».[19]

- Во время кроссовера с героями «Скуби-Ду», версия Девушки-ястреб из Серебряного века вместе с Человеком-ястребом работают кураторами в музее Мидуэй-Сити. Герои объединяются с персонажами мультсериала, чтобы выяснить, кто совершил кражу с их рабочего места. Позже они выясняют, что за этим стояли Похититель теней, Властелин Материи и Исчезающий Человек. После схватки со злодеями герои возвращают украденные предметы.

- Версия Девушки-ястреб Ширы Холл появляется в серии-продолжении к DC Comics Bombshells под названием Bombshells: United, действие которой происходит в США в 1943 году. Шира изображена в Зелёном свете вместе со своим возлюбленным, Зелёным Светом.[20] Позже Девушка-ястреб присутствовала в сражении против вторжения Апоколипса на Землю.[21]

## Вне комиксов

### Анимационная вселенная DC (DCAU)
Версия Девушки-ястреб Шаиры Хол в серии мультфильмов, действие которых разворачивается в Анимационной вселенной DC, где её озвучивает Мария Кэнелс-Баррера. Эта версия является военнослужащей вооружённых сил Танагара, которая владеет булавой из N-металла, способной разрушать магические и энергетические силы, она также является экспертом в рукопашном бою и она прибыла на Землю в качестве передового разведчика и шпиона вооружённых сил Танагара. В рамках хронологии и характеризации этой серии, крылья Шаиры и танагарцев считались частью их физиологии, и она была заметным любовным интересом Джона Стюарта, что является отступлением от комиксов.

### Вселенная DC
Версия Девушки-ястреб Кендры Сондерс появляется в проектах, действие которых происходит во Вселенной DC, где её роль исполняет Изабела Мерсед. Сондерс впервые появилась в фильме «Супермен». Будучи членом «Банды справедливости» Максвелла Лорда, она номинально сражается бок о бок с Суперменом, чтобы Метрополис, но она не хочет помогать Лоис Лейн и её товарищу по команде Мистеру Террифику освободить его из тюрьмы Лютора после того, как выясняется, что Джор-Эл и Лара Лор-Ван отправили Супермена на Землю, чтобы он завоевал её. В конце концов она передумывает и участвует в обороне Джарханпура от вторжения Боравии, во время которого она похищает президента Боравии и намеренно сбрасывает его с высоты, убивая его.

### Собирательная версия
Версия Девушки-ястреб Кендры Сондерс, с элементами Ширы Сандерс Холл, появляется в проектах, действие которых происходит во вселенной «Стрелы», где её роль исполняет Сиара Рене.

### Другие появления

#### Телевидение
- Версия Девушки-ястреб Шаиры Хол появляется в мультсериале «Абсолютно новый час Супердрузей», где её озвучивает Шеннон Фарнон.
- Версия Девушки-ястреб Шаиры Хол появляется в мультсериале «Супер друзья», где её озвучивает Джанет Уолдо.
- Версия Девушки-ястреб Ширы Сандерс Холл появляется в эпизоде «#TheBirdAndTheBee» из мультсериала «DC девчонки-супергерои» (2019), где её озвучивает Стефани Лемелен.
- Версия Девушки-ястреб Ширы Сандерс Холл появляется в мультсериале «Харли Квинн», где её озвучивает Квинта Брансон.[27]
- Версия Девушки-ястреб Ширы Сандерс Холл появляется в телесериале «Тайны Смолвиля», где её роль исполняет Сахар Биньяз.[28]
- Версия Девушки-ястреб Ширы Сандерс Холл появляется в телесериале «Старгёрл».

#### Кино
- Шаира Хол появляется в эпизодической роли в мультфильме «Лига Справедливости: Новый барьер».
- Злая версия Девушки-ястреб из альтернативной вселенной по имени Анжелик появляется в эпизодической роли без слов в мультфильме «Лига Справедливости: Кризис двух миров» в качестве второстепенного члена Преступного Синдиката Америки. Эта версия не носит маску и владеет пылающим мечом.
- Версия Девушки-ястреб Кендры Сондерс появляется в мультфильме «Лего Фильм: Бэтмен».
- Версия Девушки-ястреб Шаиры Хол появляется в мультфильме «Юные титаны, вперёд!».
- Версия Девушки-ястреб Шаиры Хол изначально должна была появиться в фильме «Чёрный Адам», но исполнитель главной роли Дуэйн Джонсон позже заявил, что её там не будет.[29][30][31]
- Версия Девушки-ястреб Шаиры Хол появляется в мультфильме «Зелёный Фонарь: Берегись моей силы», где её озвучивает Джейми Грей Хайдер.

#### Видеоигры
- Версия Девушки-ястреб Шаиры Хол появляется в качестве игрового персонажа в Justice League: Injustice for All.
- Версия Девушки-ястреб Шаиры Хол появляется в качестве игрового персонажа в Justice League: Chronicles.
- Версия Девушки-ястреб Кендры Сондерс появляется в качестве игрового персонажа в Justice League Heroes, где её озвучивает Коллетт Уиттакер.
- Версия Девушки-ястреб Кендры Сондерс появляется в DC Universe Online, где её озвучивает Лана Лесли.
- Версия Девушки-ястреб Шаиры Хол появляется в качестве игрового персонажа в Lego Batman 2: DC Super Heroes, где её озвучивает Кэри Уолгрен.
- Версия Девушки-ястреб Ширы Сандерс Холл появляется в качестве игрового персонажа в Injustice: Gods Among Us, где её озвучивает Дженнифер Хейл.
- Неопознанная Девушка-ястреб появляется в качестве призываемого персонажа в Scribblenauts Unmasked: A DC Comics Adventure.[32]
- Версия Девушки-ястреб Шаиры Хол появляется в качестве игрового персонажа в Lego Batman 3: Beyond Gotham, где её вновь озвучивает Кэри Уолгрен.
- Неопознанная Девушка-ястреб появляется в качестве игрового персонажа в Infinite Crisis, где её вновь озвучивает Мария Кэнелс-Баррера.
- Неопознанная Девушка-ястреб появляется в качестве игрового персонажа в DC Legends.
- Версия Девушки-ястреб Шаиры Хол появляется в качестве модификатора в режиме «Multiverse» в Injustice 2.
- Версия Девушки-ястреб Шаиры Хол появляется в качестве игрового персонажа в Lego DC Super-Villains, где её озвучивает Тиффани Смит.

#### Прочее
- Версия Девушки-ястреб Шаиры Хол из DCAU появляется в сопутствующих комиксах Justice League Beyond,[33][34] Justice League Adventures, и Justice League Unlimited.[35]
- Версия Девушки-ястреб Шаиры Хол появляется в комиксе All-New Batman: The Brave and the Bold.
- Версия Девушки-ястреб Ширы Сандерс Холл из Injustice появляется в комиксе-приквеле Injustice: Gods Among Us.
- Версия Девушки-ястреб Кендры Сондерс появляется в мультсериале «DC девчонки-супергерои», где её озвучивает Ника Футтерман.
- Версия Девушки-ястреб Кендры Сондерс появляется в мультсериале «DC школа супергероев», где её вновь озвучивает Ника Футтерман.
- Версия Девушки-ястреб Кендры Сондерс появляется в сопутствующем комиксе к «DC девчонки-супергерои».